# Gianfranco Bullo
Gianfranco Bullo ist ein italienischer Schauspieler und Filmregisseur.
Nachdem Bullo in Nebenrollen einiger Filme zwischen 1972 und 1979 zu sehen war, erhielt er von Antonio Bido die Hauptrolle in dessen Barcamenandoci von 1981, für den Bullo auch die Position des Regieassistenten übernahm. 1987 debütierte er mit der selbstgeschriebenen Komödie Tutta colpa della Sip als Regisseur, dem 1996 das Drama Una notte che piove folgte.

## Filmografie (Auswahl)
Regisseur
- 1987: Tutta colpa della Sip
- 1996: Una notte che piove

Schauspieler
- 1981: Barcamenandoci (auch Regieassistent)